# Tamias alpinus
Tamias alpinus — вид бурундуків, що мешкає у високогір'ї Сьєрра-Невади в Каліфорнії.

## Опис
Альпійські бурундуки мають типовий для роду Neotamias малюнок: сіро-коричневе забарвлення з трьома білими смужками на щоках і чотирма на спині. Боки приглушено-помаранчеві. Загалом малюнок набагато блідіший, ніж у більшості видів. Важать вони 27–45 грамів.

## Поведінка та екологія
Альпійський бурундук харчується насінням осок, трав та інших рослин у альпійській зоні. Зазвичай він їсть їжу на землі. Зазвичай вони не потребують іншого джерела води, окрім їжі, але при нагоді скористаються ним.
Вони гніздяться в ущелинах між скелями, користуючись перевагами мікрокліматичних умов (тобто вищих температур), які там існують. Дитята з'являються на світ у червні та липні, виводками по 3–6 дитинчат.
Вважається, що вони ведуть денний спосіб життя, хоча влітку проявляють деяку нічну активність. Вони впадають у сплячку з листопада по квітень, часто прокидаючись, щоб поїсти.